# Геохімія діагенезу
Геохімія діагенезу — розділ геохімії, що вивчає міграцію (у тому числі розсіяння та концентрацію) хімічних елементів, яка протікає при формуванні осадових порід.
Ці процеси суттєво розрізняються для стадій раннього та пізнього діагенезу.
Для стадії раннього діагенезу характерною є взаємодія речовин осаду з придонними шарами води басейну осадонакопичення, геохімічні процеси зберігають в основному гіпергенний тип: переважає окиснення, розчинення і перекристалізація, переміщення під дією водних течій, а також різкі зміни, обумовлені життєдіяльністю водних та мулових організмів.
На стадії пізнього діагенезу, яка є першою фазою метаморфізму осадових речовин, найважливішою умовою міграції хімічних елементів є зникнення вільного кисню, який витрачається на окиснення органічної речовини, яка розкладається, розвиток відновлюваного середовища, що фіксується по зниженню значень Eh до -500 mv. За таких умов деякі з сильно окиснених елементів відновлюються (сірка сульфатів, тривалентне залізо, чотирьохвалентний марганець та ін.), утворюючи ряд нових сполук, які разом з продуктами розкладу органічних речовин створюють принципово відмінне від гіпергенного, геохімічне середовище.
На стадії діагенезу за рахунок сірководню, який утворився при розкладанні сульфатів і у процесі вилучення катіонів виникають різні сульфіди, а за рахунок СО2-, який формується при розкладанні органічної речовини — карбонати Fe, Ca, Mg, Mn та ін. У ряді випадків речовини, які мобілізуються у процесі діагенезу, виносяться до придонних областей водойм — зон геохімічних бар'єрів, з якими пов'язане мінералоутворення і рудоутворення фосфатів, залізних руд і т. ін.